# Ielkhi
Ielkhi (en rus: Елхи) és un poble de la República de Mordòvia, a Rússia, segons el cens del 2010 tenia 52 habitants, pertany al municipi de Kozlovka.